# Reacción de Bunsen
La reacción de Bunsen es una reacción química que describe la reacción del agua, el dióxido de azufre y el yodo para formar ácido sulfúrico y yoduro de hidrógeno:
   2H₂O + SO₂ + I₂ → H₂SO₄ + 2HI
Esta reacción es el primer paso del ciclo del azufre y del yodo para producir hidrógeno. Los productos se separan en dos capas acuosas: el ácido sulfúrico flota en la parte superior y una mezcla de yoduro de hidrógeno y yodo sin reaccionar se encuentra en la parte inferior. Aunque las dos capas se consideran generalmente inmiscibles, pequeñas cantidades de ácido sulfúrico pueden permanecer en la capa de yoduro de hidrógeno y viceversa. Esto puede dar lugar a reacciones secundarias no deseadas, una de las cuales precipita el azufre, lo que puede obstruir el recipiente de reacción.
La reacción debe su nombre a Robert Bunsen. Bunsen no descubrió la reacción, pero la describió en detalle en 1853. 
Una reacción similar es la base de la valoración de Karl Fischer.
Nótese que, a temperaturas suficientemente altas, el H₂SO₄ concentrado puede reaccionar con el HI, dando I₂ , SO₂ y H₂O, lo que invierte la reacción. Muchos procesos químicos son reacciones reversibles, como la producción de amoníaco a partir de N₂ y H₂, y el desplazamiento del producto deseado favorecerá el equilibrio hacia la derecha de la ecuación, lo que provocará que los productos de reacción sean los que prevalezcan según el principio de Le Chatelier.